# Ivo Fürer
Jakob Andreas Ivo Furer (20 avril 1930 à Gossau - 12 juillet 2022 dans la même ville) est un prêtre suisse, évêque catholique du diocèse de Saint-Gall de 1995 à 2005.

## Biographie
Ivo Fürer étudie la théologie catholique à l'université d'Innsbruck et le droit canonique à l'université pontificale grégorienne de Rome. En 1957, il obtient son doctorat à la Grégorienne. En 1954, il est ordonné prêtre à la abbatiale de Saint-Gall. De 1958 à 1963, il est vicaire à Herisau et de 1963 à 1967 vicaire à Altstätten. Jeune prêtre, il a pu accompagner Joseph Hasler aux réunions du concile Vatican II. À partir de 1967, il a été secrétaire épiscopal et à partir de 1969, vicaire épiscopal à Saint-Gall. En 1972, il devient président du Synode suisse et diocésain. De 1977 à 1995, il est secrétaire général du Conseil des conférences épiscopales d'Europe. En 1991, il est élu doyen de la cathédrale.
Le 28 mars 1995, Fürer est élu évêque de Saint-Gall et confirmé comme tel le 29 mars par le pape Jean-Paul II. La consécration épiscopale lui a été donnée le 5 juin 1995 par son prédécesseur, Otmar Mäder, les co-consécrateurs étaient les évêques Henri Salina, abbé de Saint-Maurice, et Karl Lehmann, évêque de Mayence. Sa devise était : « Servir le peuple de Dieu ».
Connu pour son progressisme, Ivo Fürer est notamment le fondateur et animateur de la « mafia de Saint-Gall ».
Sa démission à son 75e anniversaire est acceptée le 16 octobre 2005 par le pape Benoît XVI. Il consacre ensuite son successeur Markus Büchel comme évêque.
Le 12 juillet 2022, Ivo Fürer meurt à l'âge de 92 ans des suites de la maladie de Parkinson,.

## Hommages et activités honoraires
En 2005, il est honoré d'un doctorat honoris causa de l'université de Fribourg pour ses services à la mise en œuvre des préoccupations du Concile Vatican II au niveau diocésain, national et européen. En 2007, il est nommé sénateur honoraire de l'université de Saint-Gall, en reconnaissance de « son importante contribution à la promotion de l'ouverture et de la tolérance au-delà des frontières religieuses et culturelles ».
Il est cofondateur du groupe de travail des Églises chrétiennes de Suisse (AGCK). Après sa retraite, il s'est impliqué en tant que président du conseil de fondation de l'action de Carême de 1998 à 2009 et comme membre de la Conférence épiscopale suisse, où il était responsable du département des organisations d'aide sociale et d'aide. À partir de 1997, il a dirigé le secrétariat du conseil des conférences épiscopales d'Europe basé à Saint-Gall. 
Après une affaire d'abus sexuels dans le diocèse de Saint-Gall en 2002, Ivo Fürer crée une commission spécialisée contre les agressions sexuelles.
Fürer était membre de la Société des étudiants suisses.[réf. nécessaire]

## Publications
- (de) Die Eigentümer der st.-gallischen Bistumsfonds und der aus Kirchengut hervorgegangenen Fonds des kath. Konfessionsteils des Kantons St. Gallen, Herisau, Menziken, 1960 (OCLC 417696884)Dissertation, Pontificia Università Gregoriana 1957
- (de) Die Bischofskonferenz. Theologischer und juridischer Status, Düsseldorf, Patmos, 1989 (ISBN 3-491-77774-7).
- (de) avec Michael Fuss, Kurt Koch, Franz König et Guido Vergauwen, Neuevangelisierung Europas : Chancen und Versuchungen, Freiburg im Üechtland, St. Paul AG Universitätsverlag, 1993 (ISBN 3-7228-0318-7).
- (de) Die Entwicklung Europas fordert die Kirchen heraus : Die Tätigkeit des Rates der Europäischen Bischofskonferenzen (CCEE) von seiner Gründung 1971 bis 1996, Ostfildern, Matthias-Grünewald Verlag, 2018 (ISBN 3-7867-3164-0).
- (de) Kirche im Wandel der Zeit : Konzil, Synode 72 und die Zusammenarbeit der Bischöfe Europas, Zürich, Theologischer Verlag Zürich, 2018 (ISBN 3-290-20168-6).